# Johann Lussi (politico 1577)
Johann Lussi (1577 circa – Stans, 15 novembre 1633) è stato un politico e condottiero svizzero.

## Biografia
Di religione cattolica, figlio di Melchior Lussi e di Agatha Wingartner, e fratellastro di Andreas Lussi. Si sposò prima con Barbara Imhof, di Uri, e poi con Marie Margretha, figlia di Ludwig Pfyffer. Capitano, cavaliere e conte palatino, fu cancelliere a Locarno dal 1596 al 1607, Landamano di Nidvaldo nel 1607, 1608, 1612, 1620, 1622, 1626, 1629 e 1630, e alfiere di Nidvaldo dal 1610 al 1633. Nel 1629 acquisì la signoria di Hilfikon.